# Valerijan (car)
Valerijan (oko 200. – Gundišapur, iza 260.), punim imenom Publius Licinius Valerianus, od 253. do 260. rimski car.
Do 251. godine carstvo se uglavnom odupiralo stranim najezdama, no te godine car Decije upada u klopku gotskog kralja Knive kod Abritusa i gine skupa s cijelom vojskom. Nevolje se nakon toga redaju jedna za drugom. Perzijanci vrše sve jači pristisak na istoku. Perzijski kralj Šapur I. 253. godine anektira cijelu Siriju i zauzima Antiohiju. Godine 253., carevi postaju Valerijan i njegov sin Galijen. Carstvo se tada prostire u Europi zapadno od Rajne i južno od Dunava, uključujući i Britaniju, u Aziji sve do Perzije, a u Africi duž cijele obale Sredozemnoga mora. To ogromno carstvo oslabljeno je brojnim ratovima i unutrašnjim nemirima. Valerijan daje sinu Zapad na upravljanje, a on se okreće Istoku i Perzijancima.
U početku je imao uspjeha vrativši Antiohiju, no 257. godine horde Gota upadaju u Malu Aziju (barbarske flote su stigle sve do Atene koju su opljačkali). Valerijan je 258. godine, donio okrutan edikt, s ciljem progona kršćana. Naredio je, da se biskupi, svećenici i đakoni, ubiju odmah na licu mjesta. Senatorima, koji su bili kršćani, dao je oduzeti imovinu i osudio ih na smrt. Ostale kršćane je osudio na prisilni rad. U progonima su stradali papa Siksto II., Sveti Ciprijan Kartaški, sv. Lovro i mnogi drugi kršćani. Valerijan je krenuo 259. s jakom vojskom protiv Perzijanaca, ali ga je godine 260. u bitki Edese vojska iranskog cara Šapura I. teško porazila pri čemu je sam Valerijan doživotno pao u perzijsko zarobljeništvo što je za Rimljane bilo osobito sramotno. Uz cara Decija je poznat kao još jedan veliki progonitelj kršćana na našem prostoru.

### Ostali projekti
|  | Zajednički poslužitelj ima stranicu o temi Valerijan |